# Мневская, Галина Ивановна
Галина Ивановна Мневская (укр. Галина Іванівна Мневська; лит. псевдоним — Галина Орливна, укр. Галина Орлівна; 1895—1955) — украинская писательница, переводчица, актриса, педагог. Член союза крестьянских писателей «Плуг».

## Биография
Родилась в семье земского чиновника и народной учительницы. Отец умер рано, когда Галине шёл шестой год, мать же постоянно болела.
До 4 класса училась в Лубенской женской гимназии. В 1906—1907 гг. София Георгиевна, мать Галины, отбывала тюремное заключение за печатание и распространение политической литературы; после этого мать с дочерью уехали в Москву, где Галина окончила гимназию.
Ещё в школьные годы заинтересовалась искусством, увлекалась литературой. Большое впечатление произвели на Галину поездка в Ясную Поляну на похороны Льва Толстого, которую она описала в мемуарной статье, опубликованной в львовском журнале «Мир» («Світ». 1925. № 14), и встреча в январе 1914 г. с Н. Вороным.
В 1916 поступила на Высшие женские курсы. После революции 1917 г. вернулась в Киев, продолжала обучение в Ольгинском университете; последний курс не окончила из-за недостатка средств.
В 1918 начала пробовать силы в литературе и на сцене, взяв творческий псевдоним Орливна. До осени 1919 играла на сцене Киевского молодого театра, затем — в Винницком театре имени Ивана Франко под руководством Гната Юры, фактически оказавшись в эмиграции на Западной Украине. В 1920 по приглашению переехала во Львов с театром Иосифа Стадника. Жила также в Збараже, Перемышле, Бережанах. 
В 1921 вышла замуж за Клима Полищука, 10 марта 1922 у них родилась дочь Леся (умерла 16 апреля 1971 от болезни почек). Львовский период был особенно плодотворным в литературном творчестве Галины Орливны. В 1921 дебютировала новеллой «Жёлтое» в венском журнале «Свобода» («Воля»), тогда же вышел её первый сборник новелл «Путём чувства». Печаталась в журналах Львова, Праги, Вены. Кроме новелл писала рассказы для детей, инсценировки для детского театра («Царевна-лягушка», «Христова ёлка» и др.), занималась переводческой деятельностью («Робинзон Крузо» Даниэля Дефо, «Прекрасные сабинянки» Леонида Андреева и др.).
Осенью 1925, получив разрешение от советской власти после почти двухлетнего ожидания, семья Полищука и Орливны переехала в УССР (возможно, инициатором переезда была именно Галина), в Лубны, где поселилась у матери Галины. Полищук почти сразу уехал на заработки в Харьков; Галина оставалась в Лубнах, активно занимаясь литературой. Печаталась в журналах «Красный путь», «Глобус», «Жизнь и революция», «Вселенная» и др. Её повесть «Эмигранты» (1929) получила одобрительный отзыв П. Тычины, позже навестившего Галину в Лубнах. Другие заметные произведения этого периода — «Илишва», «Сокровище деда Якова», «Новое поле», «Бабий бунт», «Сибирская язва». Галина Орливна пыталась проникать в психологию героев, реалистично изображала тогдашние процессы в обществе; это вызвало недовольство, писательницу критиковали за то, что она описывает колхозное движение как крепостничество. В 1929 стала членом литературной организации «Плуг».
В 1927 у Галины начались отношения с Владимиром Юрезанским, брак с Полищуком распался, однако бывшие супруги продолжали общение, прервавшееся незадолго до гибели Полищука. Предположительно Юрезанский был приставлен к писательнице в качестве осведомителя.
В 1930 получила квартиру 27 в писательском доме «Слово», а в ночь с 19 на 20 января 1931 её, едва ли не первой среди жителей дома, арестовали и отправили в тюрьму на Холодную Гору. К этому времени она уже претерпела травлю со стороны официальной критики за то, что сталинскую коллективизацию трактовала как новое крепостное право. 19 августа 1931 выслана на 5 лет в Среднюю Азию.
В ссылке в Актюбинске занималась тяжёлой работой на железной дороге. Зимой 1934 вышла замуж за волынянина Якова Захаровича Возного (1899—1980), с которым познакомилась ещё в харьковской тюрьме. Продолжала писать, однако её произведения не публиковались. По истечении срока ссылки (20 января 1936) ей было запрещено возвращаться на Украину. В 1938—1953 работала учительницей русского языка и литературы в Мартукской средней школе (Актюбинская область), там же организовала хор, которым руководила на протяжении 10 лет; стала отличником народного образования Казахстана. В ссылке написала несколько произведений на казахстанские сюжеты.
Умерла после тяжёлой неизлечимой болезни в посёлке Голобы, на родине мужа. По завещанию похоронена там же.